# Кушинг (Мэн)
Кушинг (англ. Cushing) — маленький город в округе Нокс штата Мэн, США. Население на 2010 год — 1534 чел.
Расположен в 25 километрах от окружного центра - города Рокленд.
Достопримечательностью города является Дом Ольсон - дом изображенный на картине Эндрю Уайета "Мир Кристины".

## История
Земля, на которой был основан город, первоначально была частью земли принадлежащей генералу Сэмуэлу Уальдо, и известна как Нижняя плантация Сент-Джордж.
Первые постоянные поселенцы появились здесь в 1733 году, это было 35 семей иммигрантов из Ирландии и Шотландии, каждой из которых С.Уальдо выделил по сто акров земли. К 1760 году здесь проживало уже 175 семей.
Как город поселение было оформлено 28 января 1789 года, город был назван в честь Томаса Кушинга — лейтенанта-губернатора Массачусетса. В 1803 году часть города на другой стороне реки стала отдельным городом — Сент-Джорджем.

## Население
По переписи населения 2002 года в городе проживало 1,322 человек, 99.47% - белые
По переписи 2010 года население города составляло 1,534 человек, 642 домовладений, треть домов используется сезонно. 98.8% жителей - белые.